# Jezebel (film)
Jezebel – film produkcji amerykańskiej w reżyserii Williama Wylera z roku 1938 na podstawie sztuki pod tym samym tytułem Owena Davisa.
W 2009 roku został wprowadzony do Narodowego Rejestru Filmowego Stanów Zjednoczonych jako film „znaczący kulturowo, historycznie bądź estetycznie”.

## Fabuła
Studium psychologiczne dumnej kobiety na tle amerykańskiego Południa XIX wieku.

## Obsada
Opracowano na podstawie źródeł.
- Bette Davis jako Julie Marsden
- Henry Fonda jako Preston Dillard
- George Brent jako Buck Cantrell
- Margaret Lindsay jako Amy Bradford
- Donald Crisp jako doktor Livingston
- Fay Bainter jako ciotka Belle Bogardus
- Richard Cromwell jako Ted Dillard
- John Litel jako Jean La Cour
- Spring Byington jako pani Kendrick
- Theresa Harris jako Zette
- Lew Payton jako wujek Cato
- Gordon Oliver jako Dick Allen
- Janet Shaw jako Molly Allen
- Henry O’Neill jako generał Theopholus Bogardus
- Margaret Early jako Stephanie Kendrick
- Irving Pichel jako Huger
- Eddie „Rochester” Anderson jako Gros Bat
- Matthew „Stymie” Beard jako Ti Bat
- Georges Renavent jako De Lautruc

i inni

## Nagrody i nominacje
Oscary:
- Zdobyte:
  - Najlepsza aktorka pierwszoplanowa – Bette Davis
  - Najlepsza aktorka drugoplanowa – Fay Bainter
- Nominacje:
  - Najlepszy film – Wytwórnia Warner Bros.
  - Najlepsza muzyka – Max Steiner
  - Najlepsze zdjęcia – Ernest Haller

MFF w Wenecji:
- Nominacje:
  - Puchar Mussoliniego – Udział w konkursie William Wyler

Amerykański Instytut Filmowy:
- W 2002 roku film znalazł się na liście 100. najlepszych amerykańskich melodramatów wszech czasów na 79. miejscu.